# Lewistown (Montana)
Lewistown (assiniboine Wá ską́šį diʾóda) ist eine Stadt im US-Bundesstaat Montana, Vereinigte Staaten und Verwaltungssitz des Fergus Countys.

## Geografie
Lewistown liegt genau in der geografischen Mitte Montanas, südöstlich von Great Falls. Das Stadtgebiet hat eine Größe von 13,78 km² und befindet sich in den Rocky Mountains. Die Wasserquelle Lewistowns ist der Big Spring Creek, der in den südlich gelegenen Big Snowy Mountains entspringt.
Das U.S. Census Bureau hat bei der Volkszählung 2020 eine Einwohnerzahl von 5952 ermittelt. Im Jahr 2010 betrug die Einwohnerzahl 5.901.

## Geschichte

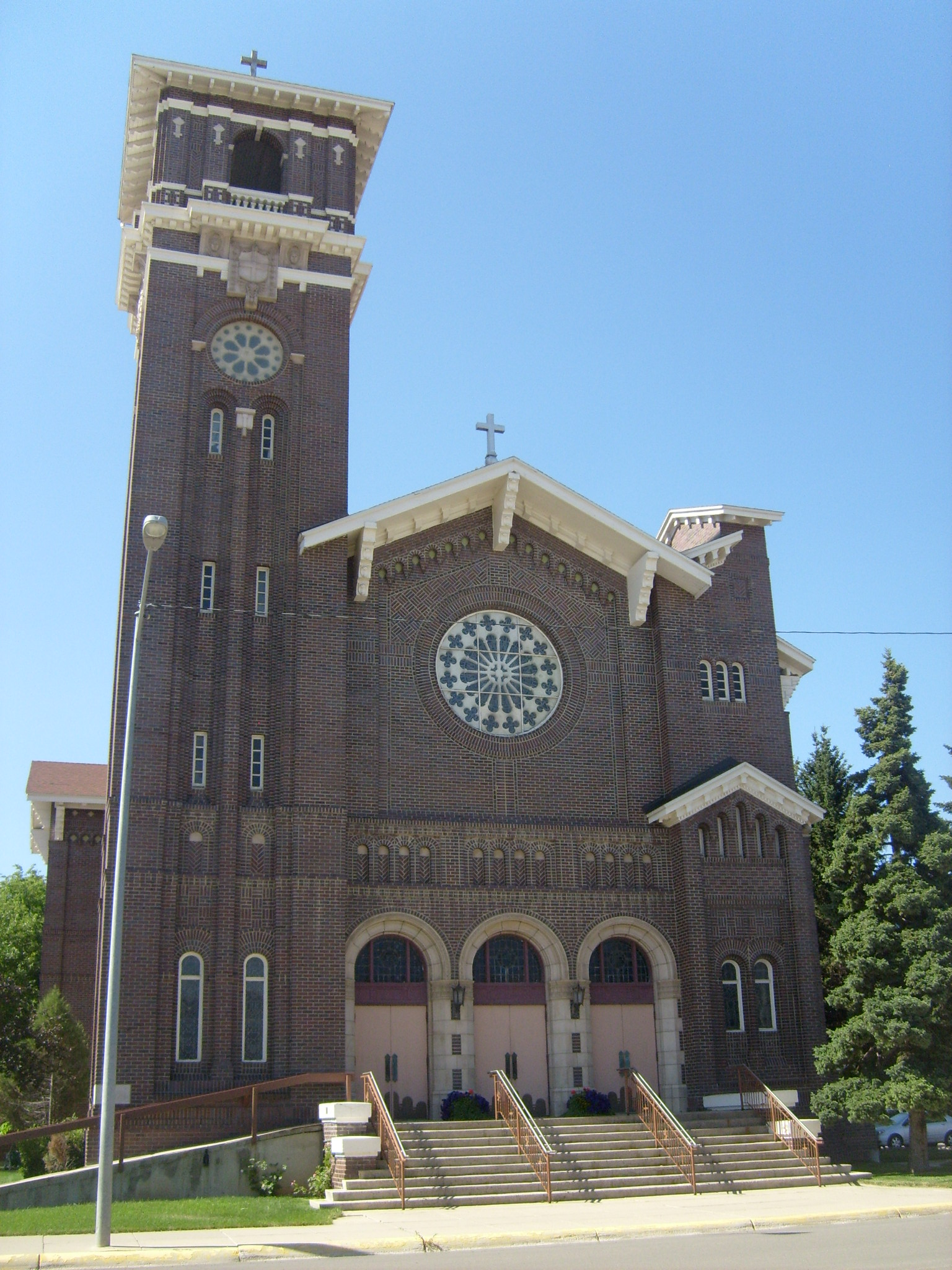
Kirche St. Leo, Lewistown

Das heutige Lewistown gehörte früher zum Gebiet der Blackfoot-Indianer. 1874 entstand hier die Militärbasis Fort Lewis, nach der Lewistown benannt ist. Ihre Aufgabe war es, den Schutz der Reisenden auf dem Carroll Trail zu gewährleisten. Der Carroll Trail war damals die kürzeste Verbindung zwischen Carroll und Helena. 
Die ersten dauerhaften Siedler waren Métis, die Lewistown 1879 errichteten. Unter ihnen war auch Francis A. Janeaux, der 1883 die erste öffentliche Schule der Stadt gründete. Dies ist heute der offizielle Zeitpunkt der Gründung.
1880 erlebte Lewistown einen Goldrausch, als in den nahe gelegenen Judith Mountains Gold gefunden wurde. Bis dahin war Maiden die größte Stadt in Zentralmontana gewesen. Als die Goldlieferungen ausblieben, ließen sich viele der Bergarbeiter dauerhaft in Lewistown nieder und fanden dort Arbeit.

## Verkehr
Durch den Ort verläuft in Ost-West-Richtung der Montana Highway 200.

## Söhne und Töchter der Stadt
- Loren Wilber Acton (* 1936), Astronaut und Physiker
- Roy E. Ayers (1882–1955), 11. Gouverneur von Montana